# Rudolf Denk
Rudolf Denk (* 7. Februar 1944 in Brünn/Mähren) ist ein germanistisch-komparatistischer Literatur- und Medienwissenschaftler mit den Schwerpunkten germanistische Mediävistik, Theater-, Film- und Medienwissenschaft und deren Wechselbeziehungen.

## Werdegang
Im Jahr 1962 erlangte Rudolf Denk das Abitur. Von 1962 bis 1968 studierte Denk an den Universitäten Wien und München Germanistik, Theaterwissenschaft, Musikwissenschaft und Klassische Philologie. 1962 bis 1963 begann Denk eine Gesangsausbildung an der Akademie/Universität für Musik und Darstellende Kunst Wien und arbeitete als Regieassistent bei den Salzburger Festspielen sowie den Münchner Kammerspielen. Nach dem Staatsexamen 1968 war er Dozent an der Fachhochschule für Sozialarbeit in München; 1973 wurde er am Deutschen Seminar der Universität München mit einer mediävistischen und musikwissenschaftlichen Arbeit promoviert, die von der Bayerischen Akademie der Wissenschaften gefördert wurde. Denk ging in den Schuldienst und unterrichtete am Schillergymnasium in Ludwigsburg als Deutsch-, Latein- und Musiklehrer. 1974 kam er als Dozent an die Pädagogische Hochschule Freiburg und wurde dort 1977 Professor für deutsche Sprache und Literatur und deren Didaktik. Nach dem Dekanat und der Arbeit in verschiedenen Ausschüssen war Denk von 1990 bis 1998 Rektor dieser Hochschule. 1994-1998 Vorsitzender der Landesrektorenkonferenz der Pädagogischen Hochschulen in Baden-Württemberg, Mitglied im Landesforschungsbeirat, bis 2015 Programmbeauftragter der Deutsch-Französischen Hochschule, Experte in einer Akkreditierungskommission der Schweizer Erziehungsdirektorenkonferenz. Verschiedene vom Land Baden-Württemberg geförderte Forschungsprojekte galten dem Medien- und Leseverhalten von Jugendlichen und Älteren sowie der Lehrerbildung in integrierten deutsch-französischen Studiengängen und europäischen Kontexten ("Europalehrämter").
Denk lebt im Schwarzwald bei Freiburg im Breisgau, ist verheiratet und hat zwei Kinder.

## Forschungsschwerpunkte
Von Anfang an zeichnen sich Denks Arbeiten durch ein Überschreiten von Grenzen der Wissenschaftsbereiche von Literatur- und Musikwissenschaft und die damit verbundene Synthese ästhetischer, interkultureller und komparatistischer Interessen aus. Ebenso ausgeprägt ist seine Aufmerksamkeit für Fragen der Rezeption verschiedener Medien wie Theater und Film bei verschiedenen Altersgruppen. Den Wechselwirkungen zwischen den am Theater und am Film beteiligten Künsten gilt Denks besonderes Interesse. Theaterpraktische Fragestellungen sowie Möglichkeiten der Kooperation zwischen Theaterpraktikern und den Vertretern der Theatertheorie werden dabei nicht vergessen. Als Folge dieses Ansatzes führte und führt der Theaterexperte Theaterexkursionen und Theaterreisen in vergleichender Perspektive mit verschiedenen Publikumsgruppen durch; die dabei gemachten Erfahrungen wurden zu Ausgangspunkten für weiterführende Buch- und Forschungsprojekte.
Schon 1977 veröffentlichte Denk eine integrierte Mediendidaktik, "die alle Forderungen schon an Ansätzen enthalt, um die wir heute in der Lehrerausbildung kämpfen", ein Buch, "das im Rückblick als bahnbrechend zu bezeichnen ist...Rudolf Denk kann ohne Übertreibung als geistiger Vordenker einer heute sich etablierenden Filmdidaktik bezeichnet werden." (Joachim Pfeiffer). Ein Lehrbuch zur Dramen-Theaterdidaktik führt diesen Ansatz erfolgreich fort; Studien zur Geschichte und Aktualität europäischer Theaterlandschaften, vor allem in Baden-Württemberg, sind bis heute Schwerpunkte von Denks weiterführenden Studien. Dazu kommen wegweisende Entwicklungen und Veröffentlichungen zu einer europäisch über nationale Grenzen hinweg ausgerichteten Lehrerbildung: Europalehrämter und integrierte Studiengänge, die Denk initiiert hat, sind für ihn Ausbildungskonzepte einer Lehrerbildung von morgen.
- Bundesverdienstkreuz am Bande (30. August 1999)[1]
- Große Verdienstmedaille der Karls-Universität Prag

## Publikationen

### Monographien (Auswahl)
- Erziehung zum Umgang mit Medien. Freiburg i. Breisgau: Herder 1977 (Herderbücherei 9306).
- "Musica getutscht". Deutsche Fachprosa des Mittelalters im Bereich der Musik. München und Zürich: Artemis 1981 (Münchner Texte und Untersuchungen zur deutschen Literatur des Mittelalters Bd. 69).
- Texte zur Poetik des Films. Stuttgart: Reclam 1978 (Arbeitstext für den Unterricht 9541).
- Theaterbuch 1,2,3. Moderne Szenen und Stücke für die Sekundarstufen I und II. Frankfurt a. Main: Diesterweg 1990- 1995.
- mit Christel Denk. Theater am Oberrhein. Geschichte und Gegenwart einer europäischen Theaterlandschaft. Freiburg i. Breisgau : Rombach 2010 (Rombach Wissenschaften).
- mit Thomas Möbius. Dramen- und Theaterdidaktik. Eine Einführung. Berlin: Erich Schnitt Verlag 2017, 3., neu bearbeitete und erweiterte Aufl. (Grundlagen der Germanistik Bd. 46; ESV basics).

### Herausgeberschaften (Auswahl)
- Nach Europa unterwegs. Grundüberschreitende Modelle der Lehrerbildung im Zeichen europäischer Identität, Kultur und Mehrsprachigkeit. Herbolzheim: Centaurus Verlag 2005 (Schriftenreihe der Pädagogischen Hochschule Freiburg, Bd. 18).
- Arthur Schnitzler und der Film, hg. von Achim Aurnhammer, Barbara Beßlich und Rudolf Denk. Würzburg: Ergon 2010 (Klassische Moderne 15: Akten des Arthur Schnitzler-Archivs der Universität Freiburg 1). ISBN 978-3-89913-748-4.